# Julio César Benítez
Julio César Benítez Amodeo, né le 1er octobre 1940 à Montevideo (Uruguay) et décédé le 6 avril 1968 à Barcelone (Catalogne, Espagne), était un footballeur uruguayen qui jouait au poste de défenseur. Il a joué pendant sept saisons au FC Barcelone (1961-1968).
Il décède à l'âge de 27 ans victime d'une intoxication alimentaire.

## Biographie
Julio César Benítez était un défenseur d'une grande puissance physique doté d'une excellente technique et d'une bonne frappe de balle. 
Il commence sa carrière au Racing Club de Montevideo. En 1959, il part en Espagne jouer avec le Real Valladolid. En 1960, il rejoint le Real Saragosse, puis le FC Barcelone en 1961.
Ses marquages sur l'attaquant du Real Madrid Francisco Gento contribuèrent à sa popularité parmi les supporters du Barça.
Son décès en avril 1968 trois jours avant un décisif Clásico entre Barcelone et Real Madrid au Camp Nou suscita la consternation dans le football espagnol. La cause du décès fut l'ingestion de moules en mauvais état qui provoquèrent une intoxication fatale. Des milliers de supporters du Barça lui rendirent hommage en se rendant devant son cercueil installé pendant deux jours au Camp Nou.
Ses coéquipiers, très affectés par la disparition de Benítez, ne pouvaient pas affronter le match contre le Real dans de bonnes conditions psychologiques. Le FC Barcelone demanda que le match soit repoussé à une autre date, mais la Fédération espagnole (RFEF) refusa. Le match se conclut par un match nul 1 à 1 qui donnait pratiquement le titre au Real à trois journées de la fin du championnat.
Les joueurs du Barça se conjurèrent pour gagner quelques jours plus tard la finale de la Coupe d'Espagne contre le Real Madrid au stade Santiago Bernabéu. Ils remportèrent le match et dédièrent le titre à la mémoire de Julio César Benítez.